# Heinz Winkler (Koch)
Heinz Winkler (* 17. Juli 1949 in Brixen, Südtirol; † 28. Oktober 2022 in Rosenheim) war ein italienisch-deutscher Koch, Unternehmer und kulinarischer Autor. Er lebte und arbeitete ab 1978 in Deutschland. 
Seine Küche war dafür bekannt, Raffinesse mit Bodenständigkeit zu vereinen. Damit gelang es Winkler, zu dem am meisten ausgezeichneten Koch in Deutschland zu werden.

## Leben
Winkler wuchs als jüngstes von elf Geschwistern in einer Bergbauernfamilie in Südtirol auf. Im Alter von drei Jahren verlor er seine Mutter bei einem Blitzschlag. Mit 14 Jahren begann er eine Kochlehre in Bozen: „Ich habe Arbeit für drei gemacht.“
Danach war er sieben Jahre in verschiedenen Hotels und Restaurants in Deutschland, Frankreich, Italien und der Schweiz tätig. 1968 kam er nach München und lernte hier seine erste Frau Evi kennen.
1973 wurde er Küchenchef in der Wintersaison im Schlosshotel Pontresina und im Kulm Hotel in St. Moritz und in der Sommersaison im Hotel Bad Schachen in Lindau (Bodensee). Dann war Winkler ein Jahr bei Paul Bocuse.

### Ab 1978: Tantris

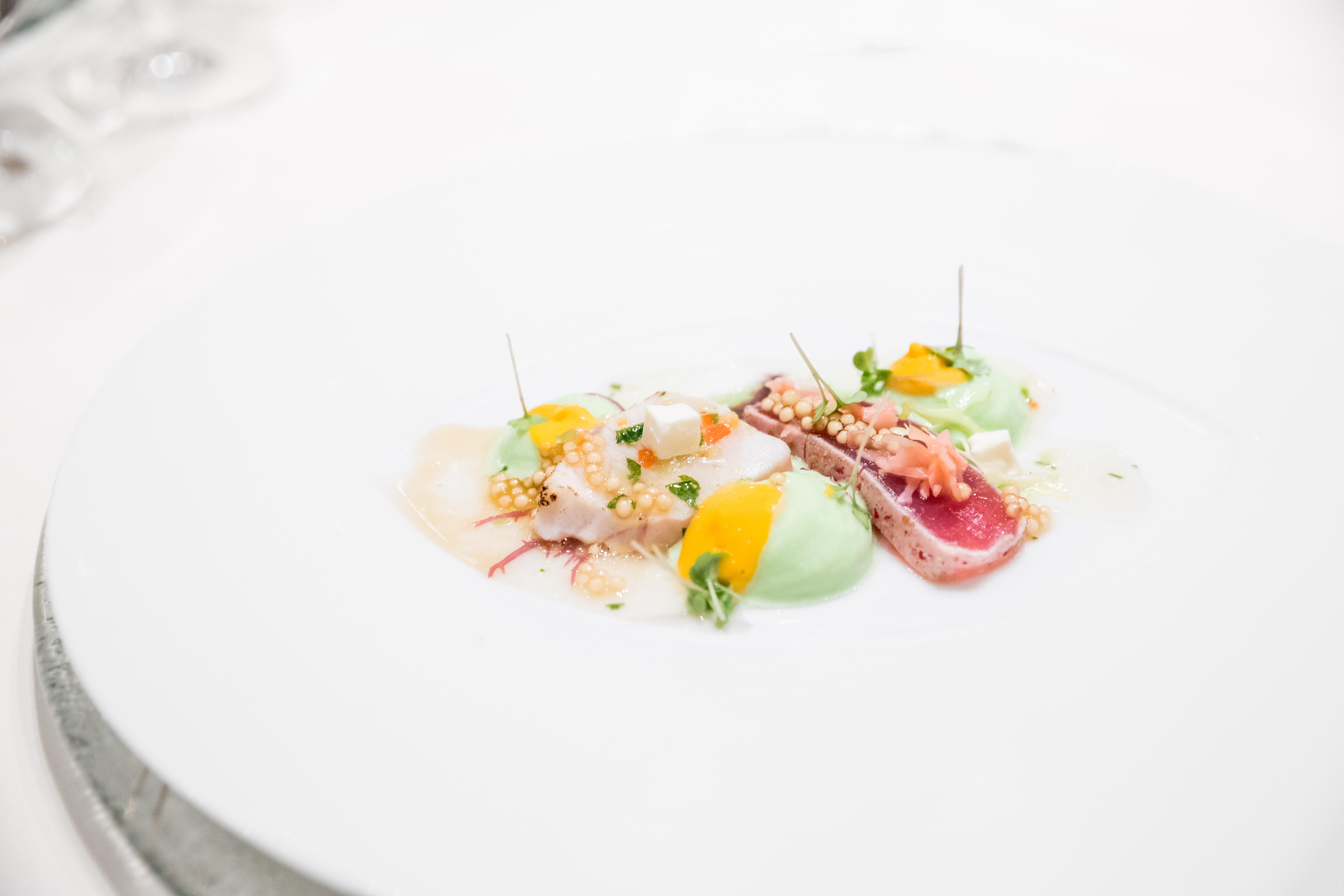
Ein Gang von Heinz Winkler

1978 trat Winkler die Nachfolge von Küchenchef Eckart Witzigmann im Münchner Restaurant Tantris an und blieb bis 1991. Hier wurde er vom Guide Michelin 1979 zum „Koch des Jahres“ gekürt und verteidigte im Tantris den zweiten Michelin-Stern. 1981 wurde das Tantris unter seiner Leitung mit drei Michelin-Sternen ausgezeichnet, als zweites Restaurant nach Witzigmanns Aubergine und gleichzeitig mit Herbert Schönberner. Die drei Sterne behielt das Tantris zehn Jahre, zudem erhielt das Restaurant 19,5 Punkte im Gault-Millau. In dieser Zeit entwickelte Winkler sein Konzept der Cuisine Vitale, die „auf alten Rezepten und vielen frischen Kräutern“ basiert, „von der Erdenschwere mancher Spitzenküche befreit“:

„Essen soll beflügeln und nicht belasten.“

Er war zudem ab 1986 Geschäftsführer im Zweitrestaurant Tristán auf Mallorca mit Gerhard Schwaiger als Küchenchef.

### Ab 1991: Residenz Heinz Winkler

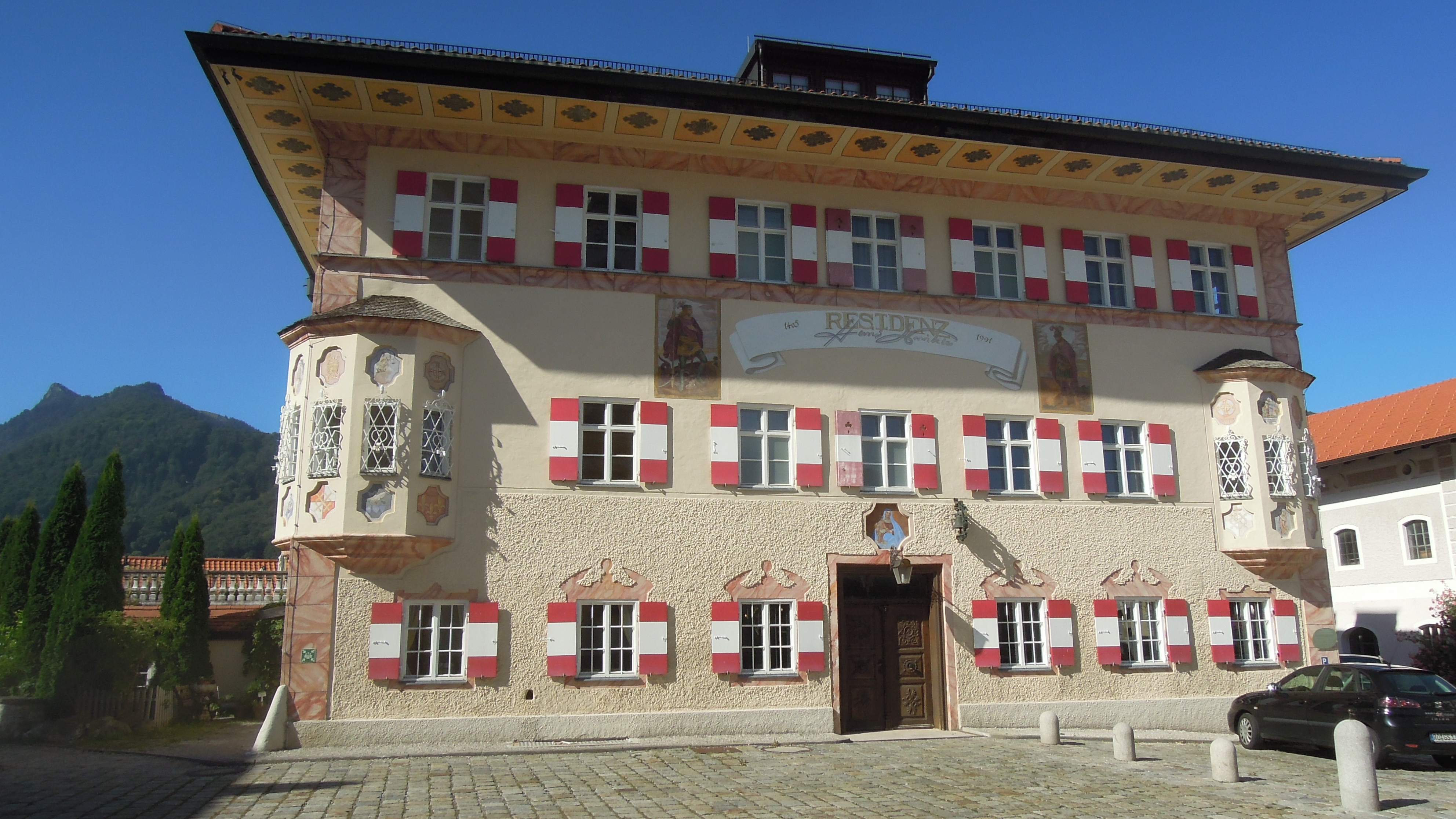
Hauptgebäude Residenz, Aschau

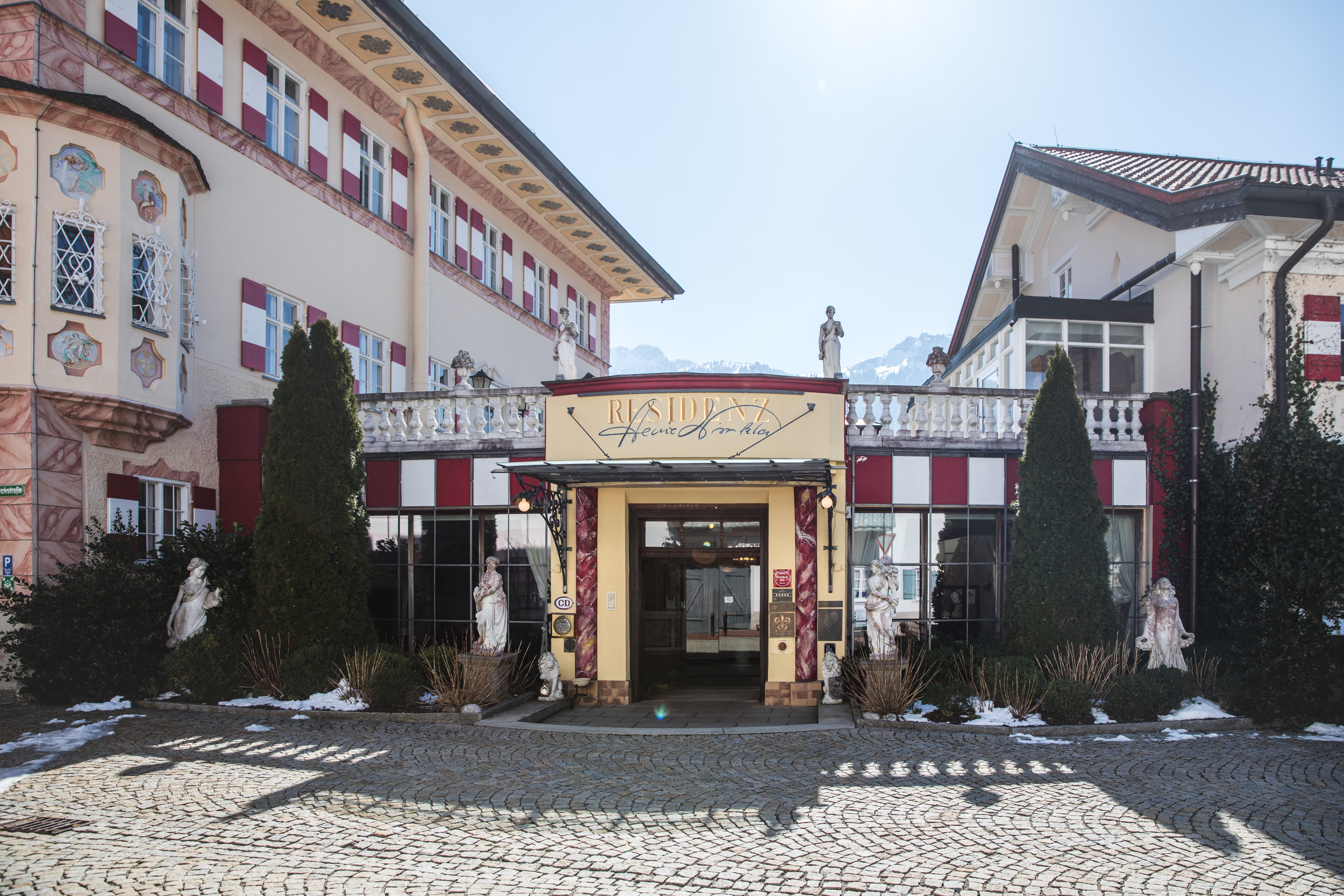
Eingang Residenz, Aschau

1989 erwarb er das Hotel zur Post in Aschau im Chiemgau, dessen Geschichte auf 1405 zurückgeht; und modernisierte und erweiterte es. 
1991 eröffnete er hier das Hotel-Restaurant Residenz Heinz Winkler. Auch hier wurde sein Restaurant von 1994 bis 1995 und von 2001 bis 2008 mit drei Michelin-Sternen ausgezeichnet. Insgesamt wurden seine Restaurants mit 20 Jahrgängen am zweithäufigsten mit drei Sternen geehrt (nach dem Restaurant von Harald Wohlfahrt). Von 2003 bis 2004 war Peter Knogl zweiter Küchenchef im Restaurant, danach Alfred Friedrich. Ab 2008 stand ihm Stephan Brandl als Küchenchef zur Seite, von Mai 2014 bis 2020 Steffen Mezger.
Seit 2012 ist sein Sohn Alexander Winkler (* 1979) Restaurantleiter. Auch Heinz Winklers Frau aus erster Ehe ist im Betrieb tätig.
2001 erhielt Winkler, der ab 1994 auch Commissaire Generale der internationalen Köche-Vereinigung Euro-Toques war, für seine Verdienste um das Ansehen der deutschen Gastronomie im Ausland das Bundesverdienstkreuz. Von 2007 bis 2009 war Heinz Winkler auch Patron des Restaurants Jeroboam im Ritz-Carlton Moskau. 2014 feierte er sein 50-jähriges Jubiläum am Herd.
Am 28. Oktober 2022 starb Heinz Winkler an einem Herzinfarkt. Er wurde in Aschau im Chiemgau beigesetzt.
Die Residenz Heinz Winkler wird von seiner Familie weiterbetrieben. Das Restaurant verlor 2023 die Michelinsterne, wurde aber 2024 wieder mit einem Michelinstern ausgezeichnet. 2024 übernahm sein Sohn Alexander die Residenz Heinz Winkler GmbH.

## Privates
Aus Winklers erster Ehe gingen zwei Söhne und aus seiner zweiten Ehe ein dritter Sohn (* 2009) hervor. 2018 heiratete Winkler ein drittes Mal.
Sein erster Sohn Manfred (1968–2013) war ebenfalls in der Gastronomie tätig; im Jahr 2013 starb er mit 45 Jahren an einem Schlaganfall. Sein Sohn Alexander (* 1979) wurde 2012 Restaurantleiter in der Residenz Heinz Winkler, 2024 dann Inhaber.

## Auszeichnungen

### Auszeichnungen nach Gruppen
- 3-mal 19,5 und 11-mal 19 Punkte im Gault Millau
- 7-mal Drei Mützen im Varta-Führer
- 8-mal Fünf Punkte in Der Feinschmecker
- 10-mal Five Star Diamond Award für Heinz Winkler und das Hotel Residenz Heinz Winkler von der American Academy of Hospitality Sciences[26]
- 5 Kochlöffel als Bestbewertung seit 1999 im Schlemmer Atlas und Zugehörigkeit zu den Spitzenköchen des Jahres[27]

### Auszeichnungen nach Jahren
- 1978: Ein Stern im Guide Michelin 1979 für das Tantris
- 1979: Zwei Sterne im Guide Michelin 1980 für das Tantris und Koch des Jahres
- 1981: Drei Sterne im Guide Michelin 1982 für das Tantris,[7] mit 32 Jahren damals jüngster Drei-Sterne-Koch und erster italienischer Drei-Sterne-Koch
- 1982: Erster Preis im Ullstein Gourmet-Journal
- 1984: Goldmedaille für Europa a Tavola in Italien[28]
- 1988: Ehrenmitglied im Club Chef der Chefs
- 1992: Internationale Ehrentrophäe der Trophée Gourmet vom Magazin À la carte, überreicht vom österreichischen Bundeskanzler Franz Vranitzky[28]
- 1994 bis 2008: Commissaire General von Euro-Toques[28]
- 1995: Kulturpreis der Europäischen Wirtschaft,[28] Restaurateur des Jahres im Gault Millau;[28] Aufnahme in L’Art de Vivre Hotels und Restaurants;[28] Nr. 2 der Hitliste im DM-Journal
- 1997: Koch des Jahres von der Zeitschrift Der Feinschmecker; Grand Prix del Arte de la Cocina von der L’Académie Internationale de la Gastronomie
- 1998: L’Art de Vivre-Preis für „Große Kochkunst und Gastlichkeit“
- 2000: Nr. 2 der Hitliste im DM-Journal
- 2001: Bundesverdienstkreuz am Bande als erster deutscher Koch[8]
- 2002: Koch des Jahres von der Zeitschrift Die Bunte
- 2004: Koch des Jahres von der Zeitschrift Die Bunte
- 2005: Nr. 1 in Gustav Volkenborns Restaurant-Rangliste, publiziert in der Zeitschrift Focus
- 2006: Hotelier des Jahres, verliehen von Deutscher Fachverlag; Nr. 1 in Capital[28] neben Dieter Müller und Harald Wohlfahrt
- 2009: 2. Platz der Feinschmecker-Rangliste
- 2009: Ehrenbürger von Aschau[29]
- 2011: Eckart Ehrenpreis[30]
- 2018: „Werterhalt & Weitergabe“[31]

Quellen der Auszeichnungen:

## Publikationen (Auswahl)
- Das literarische Menü. Zusammengestellt von Alain Claude Sulzer und aufgetragen von Heinz Winkler. Insel-Verlag, Frankfurt am Main 1988, No. 2., ISBN 3-458-16929-6.
- Gourmet-Küche für zu Hause. Tips und Rezepte vom Meisterkoch. Augustus-Verlag, Augsburg 1998, ISBN 978-3-8043-3083-2.
- Glücksmenüs. Ehrenwirth, München 2000, ISBN 978-3-431-03600-8.
- Highlights der Kochkunst. 150 Rezepte. Rolf Heyne Collection, München 2001, ISBN 978-3-453-03977-3.
- Thomas Ruhl (Hrsg.): Heinz Winklers Meisterküche. Cuisine Vitale – Genuss für alle Sinne. DuMont Monte, Köln 2003, ISBN 978-3-8320-8746-3.
- Vegetarisch für Feinschmecker. Meisterhafte Rezepte, die leicht gelingen. Bellavista, Köln 2004, ISBN 978-3-89893-585-2.
- Die Klassiker der Cuisine Vitale. Neue Umschau, Neustadt an der Weinstraße 2005, ISBN 978-3-86528-228-6.
- Heinz Winklers Heilpflanzen für Geniesser. Die natürliche Gourmetküche. Thorbecke, Ostfildern 2006, ISBN 978-3-7995-3528-1.
- Heinz Winkler – Ich geh' dem Glück entgegen. Eigenverlag, 2021.[33]

## Filme
- Heinz Winkler – Dem Glück muss man entgegengehen. Dokumentarfilm, Deutschland, 2011, 44 Min., Buch und Regie: Stefan Panzner, Produktion: Bayerischer Rundfunk, Reihe: Lebenslinien, Erstsendung: 13. Februar 2012 beim Bayerischen Fernsehen, Inhaltsangabe von BR, online.
- Bon Appétit Paul Bocuse. Kochsendung, BR Deutschland, wöchentliche Serie in zwölf Teilen à 30 Min., 1988–1989, Moderation: Petra Schürmann, Produktion: ZDF, Erstsendungen: 17. März 1989 – 16. Juni 1989 im ZDF,[34] Inhaltsangabe von wunschliste.de, Winkler assistierte Bocuse.[8]